# Kasini járás

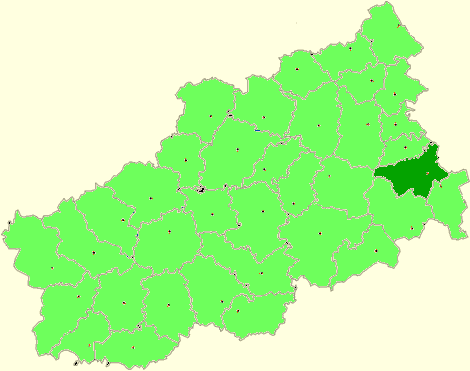
A Kasini járás a Tveri területen

A Kasini járás (oroszul Кашинский район) Oroszország egyik járása az Tveri területen. Székhelye Kasin.

## Népesség
- 1989-ben 15 805 lakosa volt.
- 2002-ben 12 701 lakosa volt.
- 2010-ben 27 410 lakosa volt, melyből 25 323 orosz, 293 ukrán, 156 kirgiz, 120 örmény, 111 csuvas, 94 fehérorosz, 74 moldáv, 71 üzbég, 68 cigány, 54 német, 51 csecsen, 38 avar, 37 tadzsik, 37 tatár, 34 azeri, 25 grúz, 19 ingus, 18 karjalai, 16 gagauz, 14 lezg, 13 mordvin stb.